# Спирин, Юрий Леонидович (учёный)
Юрий Леонидович Спирин (укр. Юрій Леонідович Спірін; род. 1930) — советский учёный, доктор химических наук (1972), профессор (1974).

## Биография
Родился 11 апреля 1930 года в селе Порздни Лухского района Ивановской области.
Окончил химический факультет Горьковского государственного университета (ныне Нижегородский государственный университет) по специальности физическая химия, получив квалификацию химика-исследователя. По окончании вуза работал в должности младшего научного сотрудника на предприятии города Дзержинска, затем — в Научно-исследовательском физико-химическом институте им. Л. Я. Карпова (НИФХИ, Москва). В 1955—1962 годах в лаборатории полимеризационных процессов НИФХИ под руководством академика С. С. Медведева проводил исследования механизма анионной полимеризации мономеров при инициировании литийалкилами, результаты которых были обобщены им в кандидатской диссертации на тему «Исследование полимеризации, инициированной литийэтилом в разных средах», защищённой в 1962 году.
С 1963 года работал в Институте химии полимеров и мономеров Академии наук УССР в должности старшего научного сотрудника лаборатории термостойких полимеров. В 1965 был присвоено учёное звание старшего научного сотрудника по специальности химия высокомолекулярных соединений. С 1965 года являлся заведующим отделом олигомеров Института химии высокомолекулярных соединений АН УССР. В 1972 году защитил докторскую диссертацию на тему «Акцепторно-донорные эффекты в радикальной и координационно-анионной полимеризации». Учёное звание профессора присвоено в 1974 году.

## Научная деятельность
Внёс существенный вклад в развитие теории радикальных и анионных реакций полимеризации. Результаты проведённых в этом направлении исследований были обобщены им в монографии «Реакции полимеризации» (1977), где на примерах, характерных для химии высокомолекулярных соединений, были проанализированы механизмы радикальных, анионных, координационно-анионных, катионных и молекулярных реакций, рассмотрено влияние среды и комплексообразования на их ход. Под его руководством в отделе олигомеров проведено исследование по синтезу реакционноспособных олигомеров, олигодиенов с конечными функциональными группами, олигоуретанакрилатов и изучение их свойств и закономерностей химического формирования композиционных полимерных материалов на их основе.
Под руководством Спирина были защищены 7 кандидатских диссертаций.
Автор более 100 опубликованных научных работ, а также 20 изобретений и патентов.